# Пенні Мордонт
Пенелопа Мері Мордонт (англ. Penelope Mary Mordaunt; нар. 4 березня 1973, Торкі, Девон, Англія) — британська політична діячка-консерватор, член парламенту від виборчого округу Портсмут-Норт з 2010 р. Лідер Палати громад в кабінетах Ліз Трасс та Ріші Сунака з 6 вересня 2022 року. Міністр з питань міжнародного розвитку (листопад 2017 р. — квітень 2019 р.), міністр у справах жінок і рівноправності (квітень 2018 р. — липень 2019 р.), міністр оборони (травень — липень 2019 р.). Резервістка Королівського військово-морського флоту.
Двічі балотувалась на посаду голови Консервативної партії у липні та жовтні 2022 року, але програла Ліз Трасс та Ріші Сунаку відповідно.

## Біографія
Є родичкою Філіпа Сноудена, колишнього Канцлера скарбниці. Закінчила Університет Редінга зі ступенем бакалавра філософії у 1995 р. Працювала у сфері комунікацій.
Парламентський заступник міністра у справах громад і місцевого самоврядування з 2014 по 2015 рр.
Молодший міністр збройних сил з 2015 по 2016 рр.
Молодший міністр у справах осіб з обмеженими можливостями з 2016 по 2017 рр.
1 травня 2019 року була призначена першою в історії жінкою-держсекретарем оборони після звільнення Гевіна Вільямсона. Після того як Борис Джонсон став прем'єр-міністром, Мордонт покинула уряд 24 липня 2019 року.